# Kaldrananeshreppur
Kaldrananeshreppur é um município da Islândia. Em 2021 tinha uma população estimada em 110 habitantes.